# Karel Egon I. z Fürstenbergu
Karel Egon I. z Fürstenbergu (německy Karl Borromäus Egon zu Fürstenberg; 7. května 1729 Praha – 11. července 1787 Praha) byl příslušníkem šlechtického rodu Fürstenbergů původem z Německa, který založil mladší českou větev rodu. Byl císařským komořím, tajným radou a v letech 1771–1782 zastával úřad nejvyššího purkrabí Českého království. Staral se o povznesení vzdělanosti prostého lidu a o rozvoj věd a umění. Za svoji podporu chudých získal přezdívku žebrácký advokát. Byl jmenován prvním čestným prezidentem nově založené Královské české společnosti nauk v Praze (1784–1787).

## Původ a život

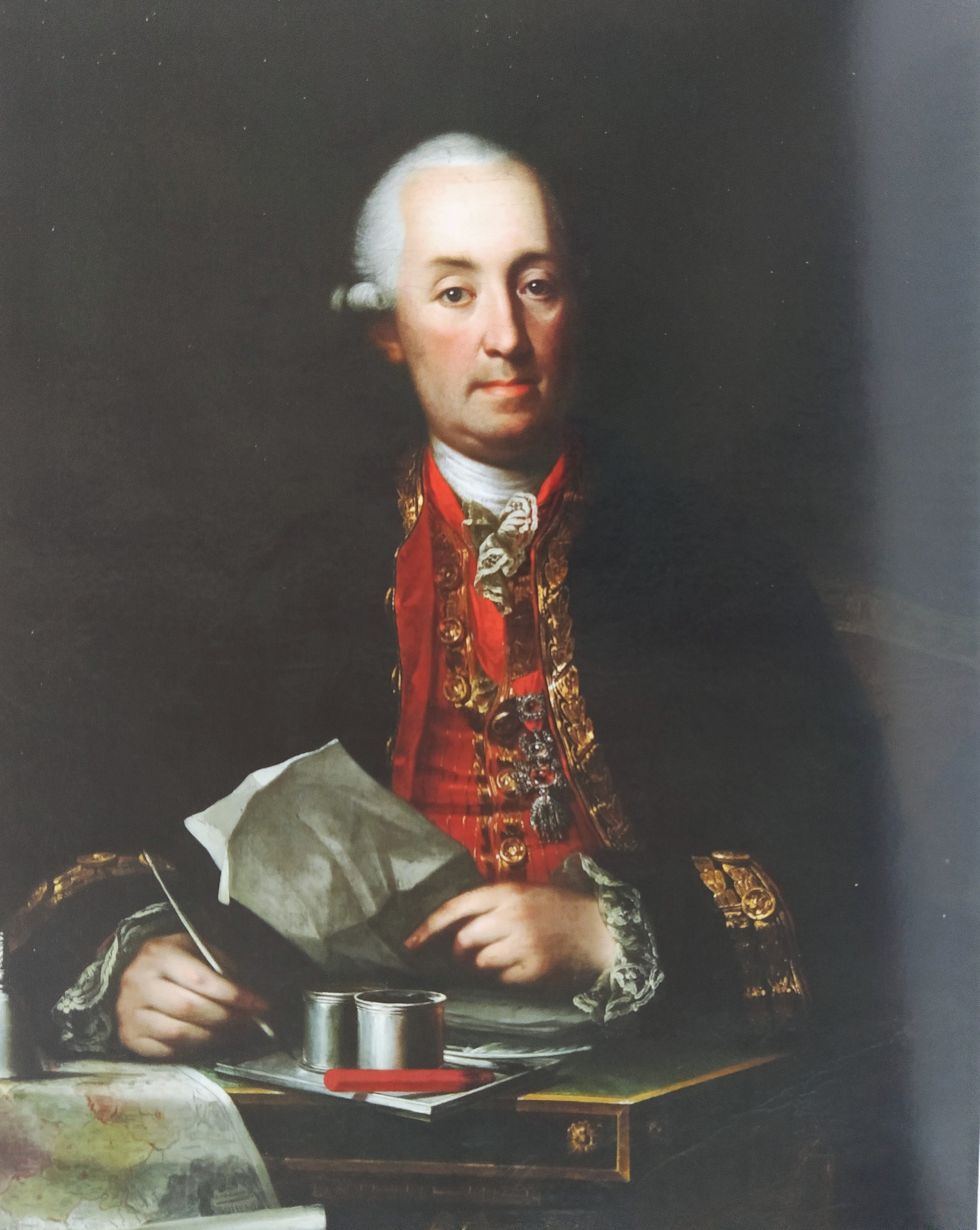
Portrét knížete Karla Egona z Fürstenbergu ve sbírkách Národního muzea v Praze (1780, Johann Georg Weigert)

Karel Egon I. se narodil 7. května 1729 v Praze jako druhý syn Josefa Viléma Arnošta z Fürstenberg-Stühlingenu (1699–1762), zakladatele knížecí větve, a jeho manželky hraběnky Marie Anny z Waldsteinu (1707–1756), dědičky křivoklátského panství. Jeho starší bratr Josef Václav (21. března 1728 Praha – 2. června 1783 Donaueschingen) zdědil majorát knížecí linie s centrem v Donaueschingenu a stal se tak druhým vládnoucím knížetem z Fürstenbergu.
V letech 1744–1746 studoval na univerzitě v Lipsku a poté na královské rytířské akademii v Turíně. V letech 1751–1766 zastával post rady u zemské vlády v Praze a v roce 1766 byl poslán jako hlavní císařský komisař k říšskému komornímu soudu ve Wetzlaru. Po této misi mu byl v roce 1767 udělen Řád zlatého rouna.
V letech 1771–1782 zastával úřad nejvyššího purkrabí Českého království. Přestože si nejdříve v této funkci vedl dobře a patřil ke stoupencům dvorských reforem, za pomalé provádění tolerančního patentu byl odvolán.
Shromáždil knihovnu s asi 20 000 svazky, k nimž také sepsal pětisvazkový katalog. Knihovna patří mezi největší a nejcennější šlechtické knihovny v Čechách. V současné době (od roku 1881) je umístěna na hradě Křivoklát. Svou bohatou sbírku přírodnin a uměleckých předmětů věnoval Královské české společnosti nauk, která je dnes ve správě Národního muzea. Proslavilo ho výrazné humanitní cítění, podporoval řadu škol. Založil i první soukromou hospodářskou školu v habsburské monarchii. Na svém panství v Podmoklech zrušil robotu v roce 1779, tedy několik desítek let před tím, než byla oficiálně zrušena v celém království. Jeho rozhodnutí charakterizoval citát karabáč nepatří na lidi a sotva na dobytek.
Na jeho panství v Podmoklech byl v roce 1771 nalezen největší keltský zlatý podklad. Z nálezu 42,5 kilogramu zlatých mincí, tzv. duhovek, část věnoval nejrůznějším numismatickým sbírkám, většinu však nechal přetavit na pamětní mince s vlastním portrétem. Na získání nálezu, o kterém se dozvěděl tak, že místní sedláci náhle bohatnou, vyslal drába Růžičku, který nevybíravým způsobem jako bylo veřejné mrskání, u některých nešťastníků i vsazení do hladomorny Křivoklátu, a mučením, se dožadoval vydání nalezeného pokladu.[zdroj?]
Zemřel v Praze na Malé Straně. Pohřben byl ve Fürstenberské hrobce v Nižboru.

## Majetek

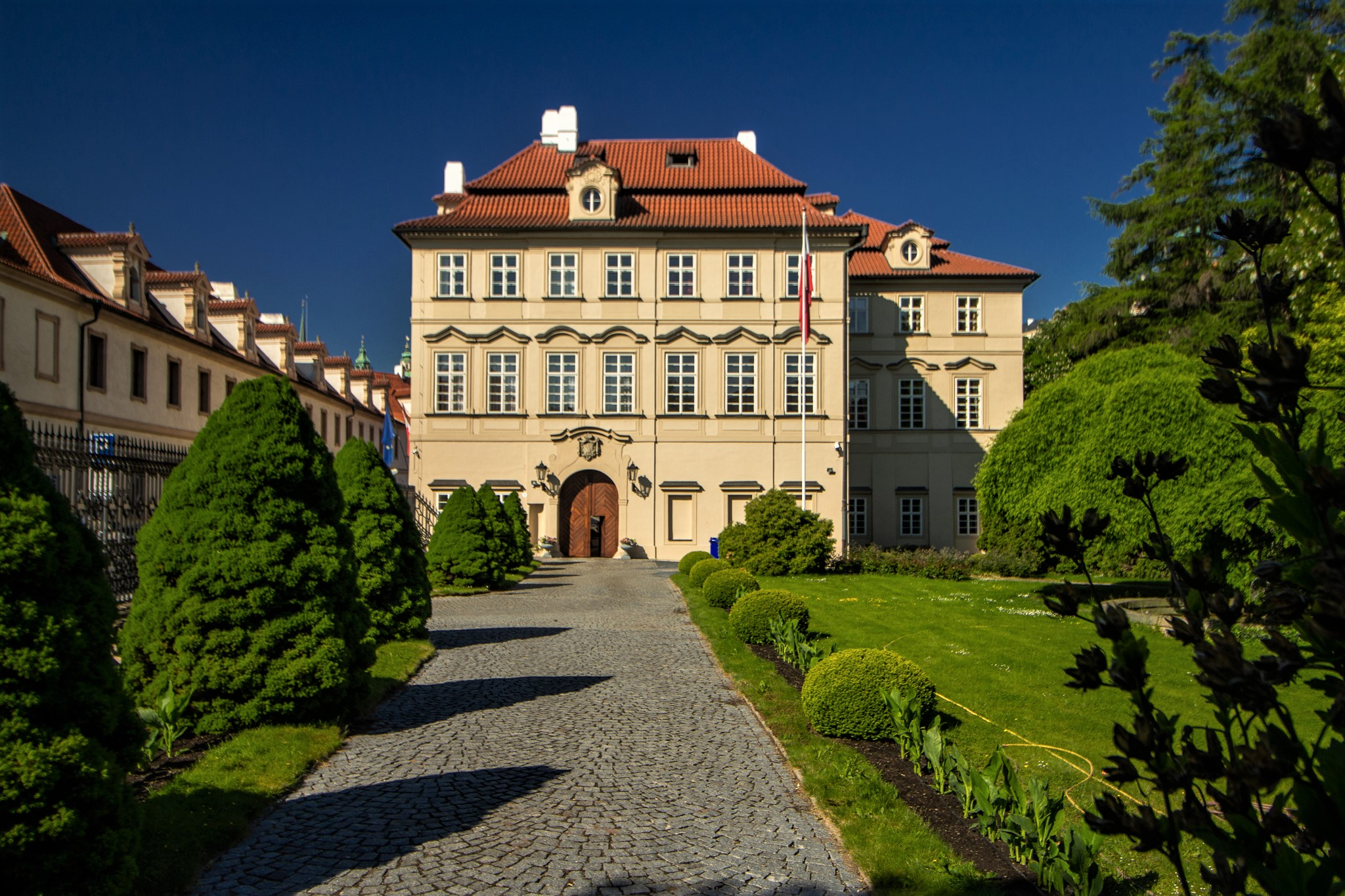
Fürstenberský palác na Malé Straně v Praze

Po smrti matky v roce 1756 zdědil křivoklátské panství, které zahrnovalo velkostatek Křivoklát, Krušovice, Nižbor, Skřivaň, Podmokly, Všetaty a na mladoboleslavsku statky Dobrovice a Loučeň. V roce 1779 založil architektonicky zajímavý Dvůr Karlov, který je dnes památkově chráněn. V roce 1782 zavedl na křivoklátském panství novátorské pěstování jetele a řepky olejné.
Setkání Královské české společnosti nauk se často odehrávala v jeho paláci (dnes polské velvyslanectví) na Malé Straně, který dokonce dostal přezdívku Chrám múz.

## Rodina
Dne 25. června 1753 se oženil s Marií Josefou ze Šternberka (24. června 1735 – 16. ledna 1803 Praha), dcerou Františka Filipa ze Šternberka (1708–1786), nejvyššího hofmistra Marie Terezie, a jeho manželky Marie Leopoldiny ze Starhembergu (1712–1800). Narodily se jim 3 děti:
- 1. Josef Maria Václav (16. 8. 1754 – 14. 7. 1759)
- 2. Filip Nerius Maria (21. 10. 1755 Praha – 5. 6. 1790)
  - ∞ (1779 Donaueschingen) jeho sestřenice Josefa Johanna Benedikta z Fürstenbergu (14. 11. 1756 – 2. 10. 1809), jejich děti:
    - 1. Karel Gabriel Maria Josef (2. 2. 1785 – 13. 12. 1799 Praha)
    - 2. Josefa Maria Filipína (5. 3. 1780 – 10. 3. 1780)
    - 3. Leopoldina Filipina Karolína (10. 4. 1781 – 7. 6. 1806 Praha)
      - ∞ (20. 10. 1799 Praha) Viktor Amadeus z Hessen-Rotenburgu (2. 7. 1779 Rotenburg – 12. 11. 1834 zámek Zembowitz)
- 3. Karel Josef Alois (26. 6. 1760 – 25. 3. 1799 Liptingen), padl v boji
  - ∞ (4. 11. 1790 Praha) Alžběta Alexandrina z Thurnu a Taxisu (30. 11. 1767 – 21. 7. 1822), jejich děti:
    - 1. Karel Egon II. (28. 10. 1796 Praha – 22. 10. 1854 Bad Ischl)
      - ∞ (19. 4. 1818 Karlsruhe) Amálie Kristýna Bádenská (26. 1. 1795 Karlsruhe – 14. 9. 1869 Karlsruhe)

    - 2. Marie Leopoldina (4. 9. 1791 Praha – 10. 1. 1844 Kupferzell)
      - ∞ (20. 5. 1813 Heiligenberg) Karel Albrecht z Hohenlohe-Waldenburg-Schillingsfürstu (29. 2. 1776 – 15. 6. 1843)

    - 3. Marie Josefa (* a † 9. 9. 1792)
    - 4. Antonie (28. 10. 1794 – 1. 10. 1799)
    - 5. Marie Anna (17. 9. 1798 – 18. 7. 1799)

## Vyobrazení
Jeho portrét z okruhu Franze Caspara Fahrenschona z doby kolem roku 1770 je vystaven na hradě Křivoklát. Ve sbírkách hradu se nachází i jeho pozdější méně zdařilá kopie.

## Vývod z předků
|                              |                                               |  |                               |                                         |  |  |  |  |  |  |  | Bedřich Rudolf z Fürstenberg-Mößkirchu |
|                              |                                               |  |                               |                                         |  |  |  |  |  |  |  |                                        |
|                              | Maxmilián František z Fürstenberg-Stühlingenu |  |                               |                                         |  |  |  |  |  |  |  |                                        |
|                              |                                               |  |                               |                                         |  |  |  |  |  |  |  |                                        |
|                              |                                               |  |                               | Marie Maxmiliana z Pappenheimu          |  |  |  |  |  |  |  |                                        |
|                              |                                               |  |                               |                                         |  |  |  |  |  |  |  |                                        |
|                              | Prosper Ferdinand z Fürstenberg-Stühlingenu   |  |                               |                                         |  |  |  |  |  |  |  |                                        |
|                              |                                               |  |                               |                                         |  |  |  |  |  |  |  |                                        |
|                              |                                               |  |                               | Johann Wilhelm, Freiherr von Bernhausen |  |  |  |  |  |  |  |                                        |
|                              |                                               |  |                               |                                         |  |  |  |  |  |  |  |                                        |
|                              | Maria Magdalena von Bernhausen                |  |                               |                                         |  |  |  |  |  |  |  |                                        |
|                              |                                               |  |                               |                                         |  |  |  |  |  |  |  |                                        |
|                              |                                               |  |                               | Dorothea Blarer von Wartensee           |  |  |  |  |  |  |  |                                        |
|                              |                                               |  |                               |                                         |  |  |  |  |  |  |  |                                        |
|                              | Josef Vilém z Fürstenberg-Stühlingenu         |  |                               |                                         |  |  |  |  |  |  |  |                                        |
|                              |                                               |  |                               |                                         |  |  |  |  |  |  |  |                                        |
|                              |                                               |  |                               | Haug Königsegg                          |  |  |  |  |  |  |  |                                        |
|                              |                                               |  |                               |                                         |  |  |  |  |  |  |  |                                        |
|                              | Leopold Vilém z Königsegg-Rothenfelsu         |  |                               |                                         |  |  |  |  |  |  |  |                                        |
|                              |                                               |  |                               |                                         |  |  |  |  |  |  |  |                                        |
|                              |                                               |  |                               | Marie Renáta z Hohenzollern-Hechingenu  |  |  |  |  |  |  |  |                                        |
|                              |                                               |  |                               |                                         |  |  |  |  |  |  |  |                                        |
|                              | Anna Žofie z Königsegg-Rothenfelsu            |  |                               |                                         |  |  |  |  |  |  |  |                                        |
|                              |                                               |  |                               |                                         |  |  |  |  |  |  |  |                                        |
|                              |                                               |  |                               | Jan Vilém z Scherffenbergu              |  |  |  |  |  |  |  |                                        |
|                              |                                               |  |                               |                                         |  |  |  |  |  |  |  |                                        |
|                              | Marie Polyxena z Schärffenbergu               |  |                               |                                         |  |  |  |  |  |  |  |                                        |
|                              |                                               |  |                               |                                         |  |  |  |  |  |  |  |                                        |
|                              |                                               |  |                               | Maxmiliána z Harrachu                   |  |  |  |  |  |  |  |                                        |
|                              |                                               |  |                               |                                         |  |  |  |  |  |  |  |                                        |
| Karel Egon I. z Fürstenbergu |                                               |  |                               |                                         |  |  |  |  |  |  |  |                                        |
|                              |                                               |  |                               |                                         |  |  |  |  |  |  |  |                                        |
|                              |                                               |  | Ferdinand Arnošt z Valdštejna |                                         |  |  |  |  |  |  |  |                                        |
|                              |                                               |  |                               |                                         |  |  |  |  |  |  |  |                                        |
|                              | Arnošt Josef z Valdštejna                     |  |                               |                                         |  |  |  |  |  |  |  |                                        |
|                              |                                               |  |                               |                                         |  |  |  |  |  |  |  |                                        |
|                              |                                               |  |                               | Marie Eleonora z Rottalu                |  |  |  |  |  |  |  |                                        |
|                              |                                               |  |                               |                                         |  |  |  |  |  |  |  |                                        |
|                              | Jan Josef z Valdštejna                        |  |                               |                                         |  |  |  |  |  |  |  |                                        |
|                              |                                               |  |                               |                                         |  |  |  |  |  |  |  |                                        |
|                              |                                               |  |                               | Kryštof Kokořovec z Kokořova            |  |  |  |  |  |  |  |                                        |
|                              |                                               |  |                               |                                         |  |  |  |  |  |  |  |                                        |
|                              | Marie Anna Kokořovcová z Kokořova             |  |                               |                                         |  |  |  |  |  |  |  |                                        |
|                              |                                               |  |                               |                                         |  |  |  |  |  |  |  |                                        |
|                              |                                               |  |                               | Eva Kateřina Markvartová z Hrádku       |  |  |  |  |  |  |  |                                        |
|                              |                                               |  |                               |                                         |  |  |  |  |  |  |  |                                        |
|                              | Marie Anna z Valdštejna                       |  |                               |                                         |  |  |  |  |  |  |  |                                        |
|                              |                                               |  |                               |                                         |  |  |  |  |  |  |  |                                        |
|                              |                                               |  |                               | Karel Ferdinand z Valdštejna            |  |  |  |  |  |  |  |                                        |
|                              |                                               |  |                               |                                         |  |  |  |  |  |  |  |                                        |
|                              | Karel Arnošt z Valdštejna                     |  |                               |                                         |  |  |  |  |  |  |  |                                        |
|                              |                                               |  |                               |                                         |  |  |  |  |  |  |  |                                        |
|                              |                                               |  |                               | Marie Alžběta z Harrachu                |  |  |  |  |  |  |  |                                        |
|                              |                                               |  |                               |                                         |  |  |  |  |  |  |  |                                        |
|                              | Eleonora Marie z Valdštejna                   |  |                               |                                         |  |  |  |  |  |  |  |                                        |
|                              |                                               |  |                               |                                         |  |  |  |  |  |  |  |                                        |
|                              |                                               |  |                               | František Adam z Losensteinu            |  |  |  |  |  |  |  |                                        |
|                              |                                               |  |                               |                                         |  |  |  |  |  |  |  |                                        |
|                              | Marie Terezie z Losensteinu                   |  |                               |                                         |  |  |  |  |  |  |  |                                        |
|                              |                                               |  |                               |                                         |  |  |  |  |  |  |  |                                        |
|                              |                                               |  |                               | Marie Terezie z Herbersteinu            |  |  |  |  |  |  |  |                                        |
|                              |                                               |  |                               |                                         |  |  |  |  |  |  |  |                                        |